# Fort San Cristóbal
Le fort San Cristóbal – ou Castillo San Cristóbal en espagnol – est une citadelle de San Juan de Porto Rico. Elle fait partie du site historique national de San Juan.